# Rubián (Bóveda)
Rubián (llamada oficialmente Santiago de Rubián) es una parroquia y una aldea española del municipio de Bóveda, en la provincia de Lugo, Galicia.

## Geografía
Limita con las parroquias de Remesar, Villarbuján y San Pedro Félix de Rubián al norte, Bóveda al sur, San Pedro Félix de Rubián y Tuimil al este y Teilán al oeste.

## Historia
La referencia más antigua sobre su existencia aparece en un documento de la Catedral de Lugo, datado el 17 de noviembre de 1202.

## Organización territorial
La parroquia está formada por cinco entidades de población, constando dos de ellas en el nomenclátor del Instituto Nacional de Estadística español:
- A Calle
- A Eirexa
- Campo do Muro
- Pacio do Río
- Rubián

## Demografía

### Parroquia
| Gráfica de evolución demográfica de Rubián (parroquia) entre 2000 y 2019 |
|                                                                          |
| Datos según el nomenclátor publicado por el INE.                         |

### Aldea
| Gráfica de evolución demográfica de Rubián (aldea) entre 2000 y 2019 |
|                                                                      |
| Datos según el nomenclátor publicado por el INE.                     |

## Comunicaciones
Rubián es atravesado por la LU-546, antigua carretera que unía Lugo con Monforte de Lemos. La nueva carretera, el corredor CG-2.2, realiza el mismo trayecto rodeando la localidad por el este. Otras dos carreteras parten de la localidad: la LU-611 hacia el oeste llega a Currelos y Taboada, mientras que la LU-644 hacia el este une Rubián con  Incio.
También pasa por Rubián la línea de ferrocarril León-La Coruña. Hay una estación en la localidad, en la que no paran trenes desde 2002.

## Lugares de interés
- Iglesia de Santiago de Rubián, del siglo XVIII. Tiene planta rectangular. A su capilla mayor, diferenciada en planta de la nave por ser la más estrecha, la antecede un arco de medio punto de granito, y tiene la sacristía adosada.
- Capilla del Divino Ecce Homo, del siglo XVIII. Se trata de un edificio de planta en forma de T, con muros de mampostería en pizarra. La nave, cubierta a dos aguas en madera y pizarra, comunica con la capilla mayor, diferenciada de ésta en planta y alzado y con cubierta a cuatro aguas, por un arco de medio punto.

## Fiestas y celebraciones

### Ecce Homo
Las fiestas de la parroquia de Rubián se celebran anualmente entre el 13 y el 16 de septiembre en honor al Divino Ecce Homo. Las fiestas comienzan el 13 de septiembre con una queimada y verbena. El 14 de septiembre coinciden los festejos con la feria del pulpo. Aunque, en general, todos los días 14 del año (junto al 29) resultan una verdadera fiesta por ello, la de este 14 de septiembre adquiere una mayor relevancia al solaparse con los festejos patronales. Por la noche se celebran verbenas. 
El 15 de septiembre es el día principal de los festejos dedicados al Divino Ecce Homo. Su verdadera festividad es el 14 de septiembre, pero se celebra desde hace siglos el día 15 para evitar la coincidencia con la feria del 14. Destacan las misas que se celebran en la capilla y la procesión con todos los santos de la misma, a la que muchos fieles acuden descalzos, con el hábito del Nazareno, y ofrecen exvotos pidiendo por la curación de algún problema de salud. Ésta, resulta uno de los actos religiosos más concurridos de la provincia. Cuando el divino Ecce Homo vuelve a la capilla, una sesión vermut anima a los asistentes. La jornada se completa con verbena y fuegos de artificio. El 16 de septiembre destacan la misa y procesión con todos los santos de la capilla, y la verbena que supone el fin de fiestas. Además de estos actos, otras muchas actividades que varían cada año completan el programa.